# Albin Body
Albin Body (Spa, 17 octobre 1836 - Spa, 18 décembre 1916) est un historien et archiviste belge.
Il fut archiviste de la ville de Spa et a activement participé au Bulletin de la Société liégeoise de littérature wallonne.
À sa mort, il a légué son fonds à la ville de Spa, « à condition d’en assurer la conservation et d’en faire dresser le catalogue ».
Une rue de Spa porte son nom.